# Công viên khảo cổ Gorsium
Công viên khảo cổ Gorsium (Tiếng Anh: Gorsium Archaeological Park) là một quần thể khảo cổ học và di tích được bảo tồn còn sót lại của Đế quốc Rô-ma. Khu công viên và là đô thị cổ đại này được phát hiện lại bởi nhà khảo cổ học lừng danh người Hungary là Floris Romer (1815-1889). Hiện nay, công viên khảo cổ này có thể được tham quan tại khu làng Tác thuộc Hungary. 

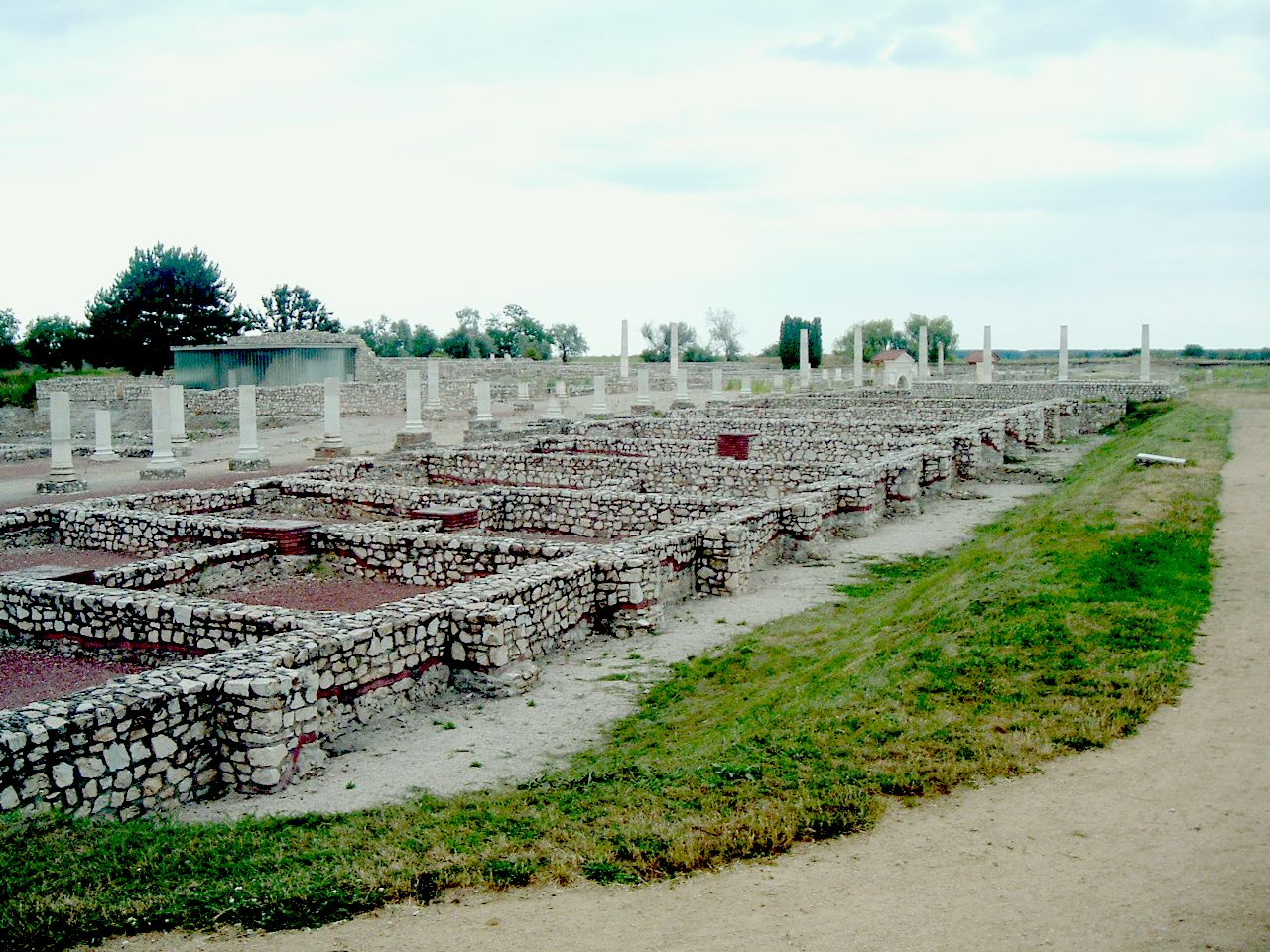
Công viên khảo cổ Gorsium

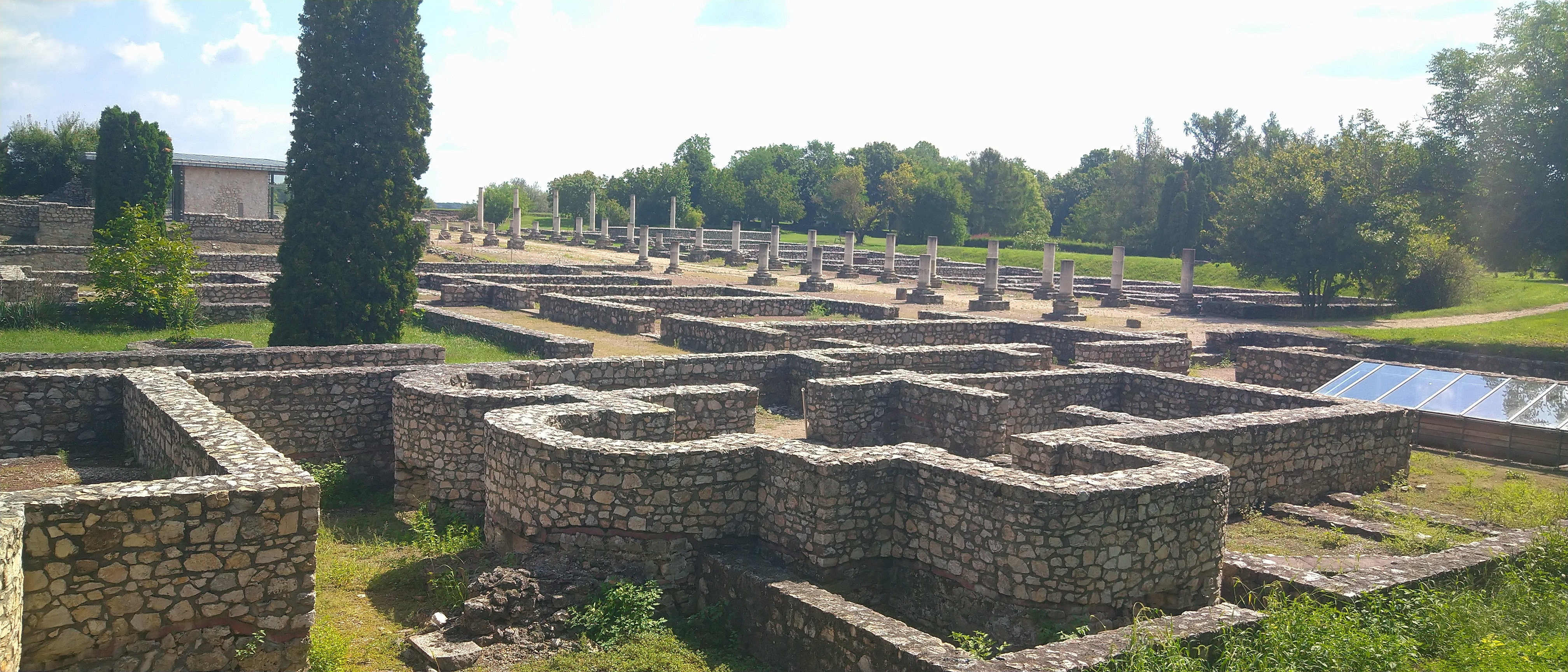
Một nền của cung điện Gorsium

Khu vực này rộng khoảng 200 thước Anh với nhiều khu công trình kiến trúc thời kỳ đế chế La Mã vẫn còn nguyên vẹn. Phía bên trong, nhiều bức tranh khảm trên tường và những vật dụng, trang sức vẫn còn nguyên và được lưu giữ lại.

## Lịch sử
Năm 1958, một nền móng của một ngôi Thánh đường được phát hiện và khai quật.
Nhiều cuộc khảo cứu và khai quật lâu dài chỉ ra rằng khu khảo cổ Gorsium đã có dấu tích của những người sống vào thời đồ đá. Đồng thời, sự xuất hiện của người La Mã đã rõ rệt hơn vào năm 50 dưới triều hoàng đế Claudius. Những quân đoàn La mã đã đồn trú tại khu vực này. Những người Samartia cũng cư ngụ và sinh sống tại nơi này, kiến thiết thành phố của họ bằng đá. Sau này, Giáo Hội Công Giáo cũng phát triển thịnh vượng tại Gorsium. Những dấu vết của những người Huns, Norman cũng được phát hiện.

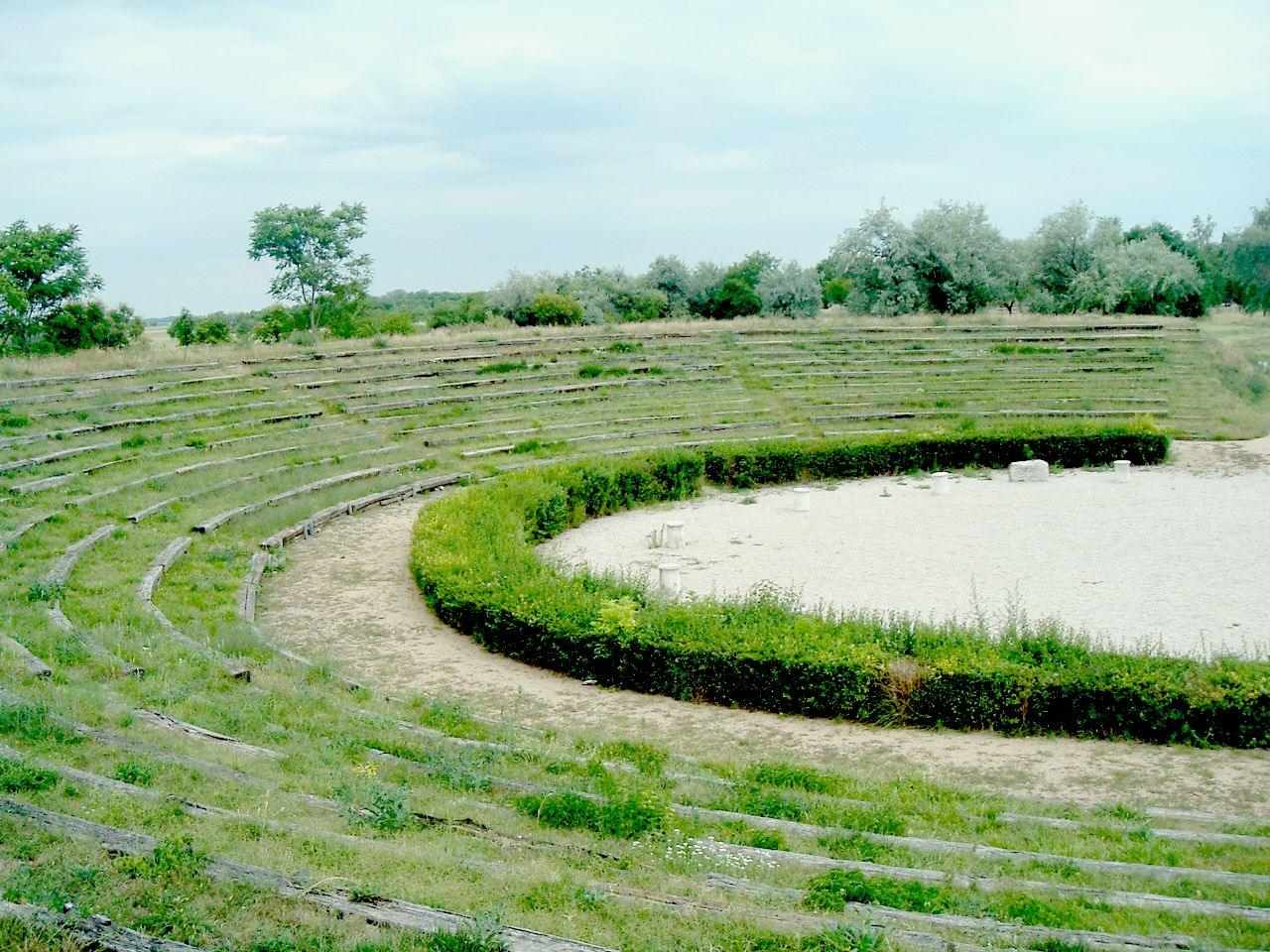
Một nền của rạp hát ở Gorsium

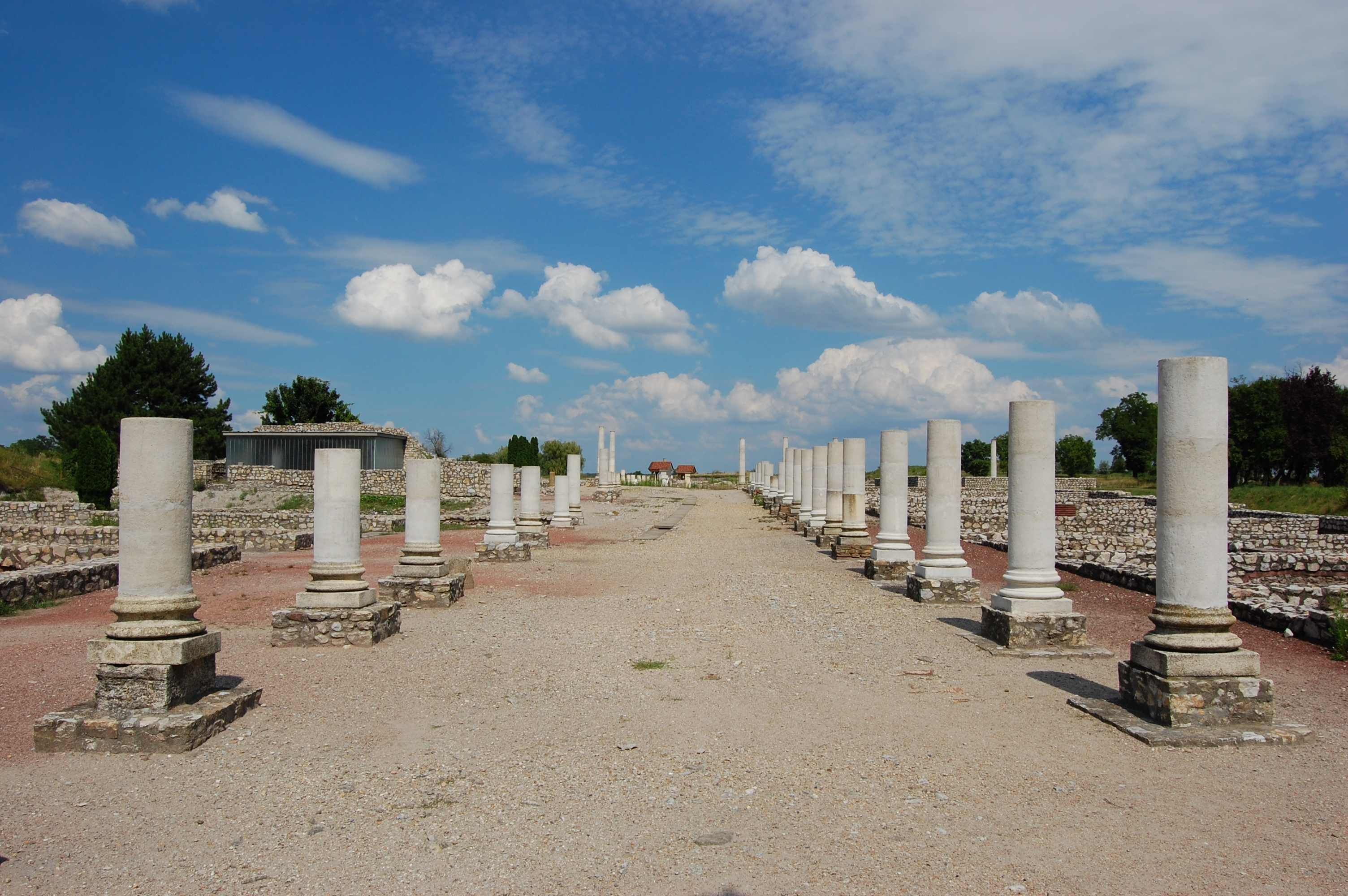
Các cây cột của thành cổ Gorsium

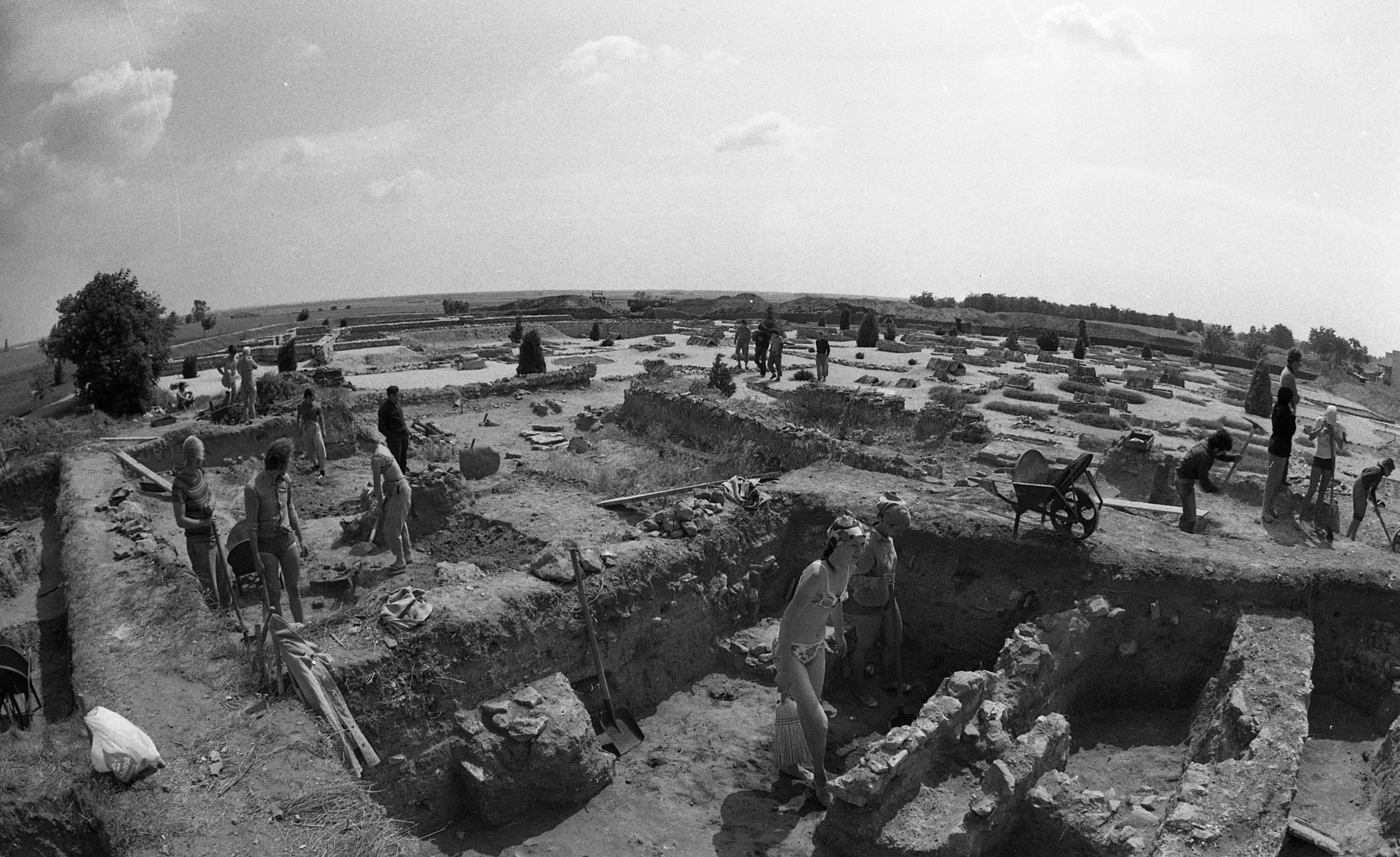
Một cuộc khai quật ở Gorsium

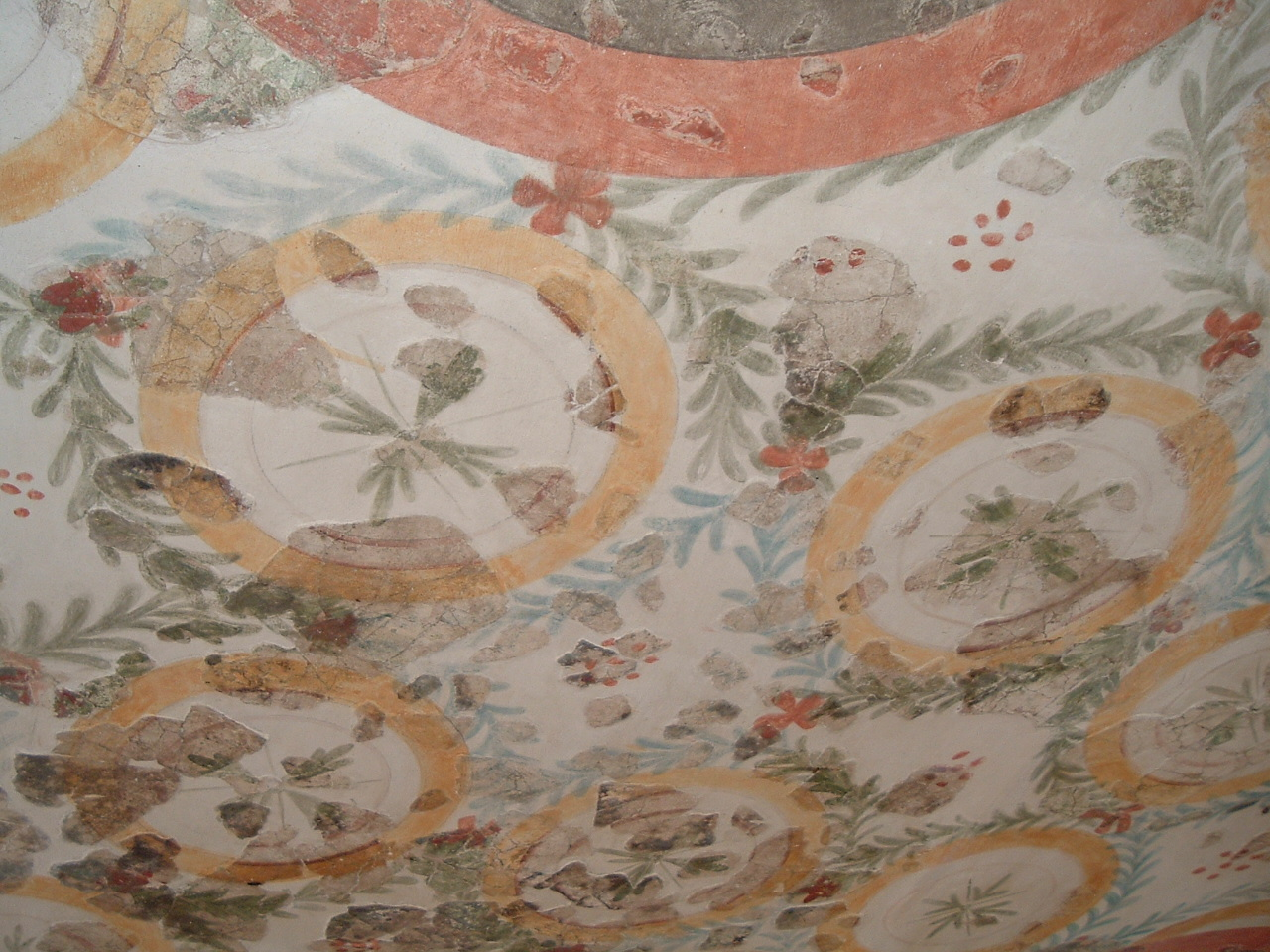
Một bức khảm hoa văn ở Gorsium

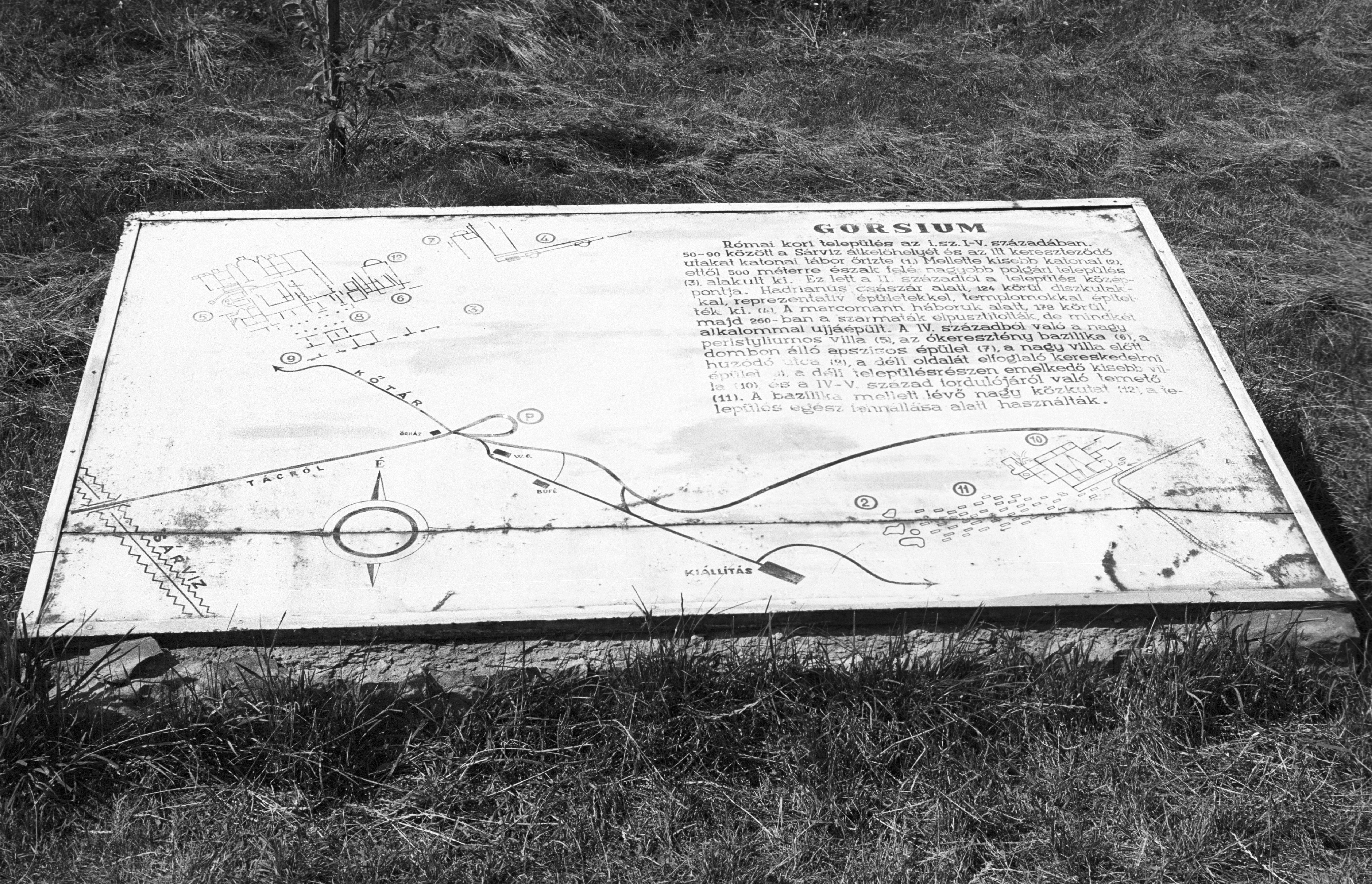
Một bản đồ chỉ dẫn ở Gorsium

Vào thế kỷ XVI, những đội quân hùng mạnh của Thổ Nhĩ Kỳ đã tràn qua Hungary và càn quét vùng đất này, phá hủy Gorsium thành bình địa.